# Broad Street (Suffolk)
Broad Street – osada w Anglii, w hrabstwie Suffolk, w dystrykcie Babergh, w civil parish Groton. Leży 21 km na zachód od miasta Ipswich i 91 km na północny wschód od Londynu.